# Friend (EP)
Friend je EP americké rockové skupiny Grizzly Bear, vydané v listopadu 2007 hudebním vydavatelstvím Warp Records. Obsahuje některé písně nahrané během nahrávání předchozího alba Yellow House, ale také coververze jejich písní v podání jiných hudebníků.

## Seznam skladeb
| Pořadí | Název                                                                        | Délka |
| ------ | ---------------------------------------------------------------------------- | ----- |
| 1.     | Alligator (verze se sborem)                                                  | 5:12  |
| 2.     | He Hit Me (cover The Crystals)                                               | 4:21  |
| 3.     | Little Brother (elektrická verze)                                            | 6:29  |
| 4.     | Shift (alternativní verze)                                                   | 3:30  |
| 5.     | Plans (Terrible vs. Nonhorse)                                                | 1:36  |
| 6.     | Granny Diner                                                                 | 3:14  |
| 7.     | Knife (cover od CSS)                                                         | 3:14  |
| 8.     | Plans (cover od Band of Horses)                                              | 3:23  |
| 9.     | Knife (cover od Atlas Sound)                                                 | 4:54  |
| 10.    | Deep Blue Sea (cover The Weavers)                                            | 5:49  |
| 11.    | (untitled)                                                                   | 0:04  |
| 12.    | Easier (živá nahrávka z KEXP, 16. února 2007, pouze bonus přes iTunes Store) | 4:08  |

## Obsazení
Grizzly Bear
- Ed Droste – zpěv, klávesy, různé nástroje
- Daniel Rossen – zpěv, kytara, různé nástroje
- Chris Taylor – baskytara, různé nástroje
- Christopher Bear – bicí, perkuse

Ostatní hudebníci
- Zach Condon – podíl na písních „Alligator“ a „(untitled)“
- Dave Longstreth – podíl na písni „Alligator“
- Amber Coffman – podíl na písni „Alligator“
- Lucas Crane – podíl na písni „Plans“
- CSS – podíl na písni „Knife“
- Band of Horses – podíl na písni „Plans“
- Atlas Sound – podíl na písni „Knife“